# Дашзэвэгийн Сэнгээ
Дашзэвэгийн Сэнгээ (монг. Дашзэвэгийн Сэнгээ; 9 мая 1918, сомон Хушаат, аймак Сэлэнгэ — 1959) — монгольский поэт, прозаик, драматург, либреттист
, переводчик, общественный деятель. Лауреат Государственной премии Монголии (1947, 1954).

## Биография
В 1936 году окончил педагогическое училище в Улан-Баторе. В 1951 году — Литературный институт имени А. М. Горького в Москве.
С 1943 по 1946 год работал секретарём временного комитета Союза писателей Монголии, с 1954 по 1959 год был председателем комитета.
Член Монгольской народной партии, участвовал в съездах партии, был избран членом её Центрального комитета. Неоднократно избирался в Великий народный хурал Монгольской Народной Республики.

## Творчество
Дебютировал, как писатель в 1932 году. Среди его произведений антивоенные и народные лирические стихи. Многие стихи, положенные на музыку поют и сегодня.
Автор либретто оперы «Правда», которая много лет ставится на сцене Государственного театра оперы и балета.
Его произведения переведены на русский, китайский и многие другие языки.
Дважды был лауреатом государственной премии им. Чойбалсана за роман «Аюш» (1947), и в 1954 году — за поэму «Голубь» и «Рассказ старого партизана».

## Память
- На родине поэта и писателя открыт бронзовый памятник[1].
- В его честь названа школа в Хушаате.